# Евреинов, Михаил Григорьевич (учёный)
Михаил Григорьевич Евреинов (7 ноября 1883 года — 28 августа 1969 года) — советский электротехник, академик ВАСХНИЛ (с 1948).

## Биография
Сын железнодорожного служащего. В 1910 году окончил Высшее техническое училище в Карлсруэ, Германия.
Занимал должности:
- 1910—1924 - инженер Всесоюзной компании электричества;
- 1924—1926 - член правления Электросельстроя;
- 1926—1936 - научный руководитель отдела применения электричества в сельском хозяйстве, заместитель директора по технической части (1926—1930), директор и руководитель лаборатории (1930—1936) Всесоюзного НИ электротехнического института (ВИЭСХ).

## Научная и преподавательская деятельность
- заведующий кафедрой общей электротехники Московской сельскохозяйственной академии (1919—1930),
- доцент Института им. Г. В. Плеханова (1924—1930),
- заведующий кафедрой применения электричества в сельском хозяйстве Московского механического института им. М. В. Ломоносова (1929—1930),
- профессор (1930—1957), заведующий кафедрой (1930—1952), научный руководитель спецвидов Московского института механизации и электрификации сельского хозяйства.

Принимал участие в разработке плана ГОЭЛРО. Автор первого учебного пособия по применению электроэнергии в сельском хозяйстве. Один из организаторов различных НИИ, связанных с электрификацией сельского хозяйства.
Умер в 1969 году. Похоронен на Ваганьковском кладбище (58 уч.).

## Сочинения
- Электрификация сельского хозяйства: в 2 т. / соавт.: А. Н. Боровский и др.; Моск. ин-т инженеров, механиков и электриков сел. хоз-ва. — М.; Л.: Сельхозгиз, 1933. Т. 1. — 383 с.; Т. 2. — 334 с.
- Применение электричества в сельском хозяйстве. — М.: Сельхозгиз, 1938. — 307 с. — (Учеб. и учеб. пособия для с.-х. вузов). — То же. — 2-е изд., перераб. — 1948. — 455 с.

## Награды
Награждён орденом Ленина (1945), двумя орденами Трудового Красного Знамени (1949, 13.11.1953), медалями СССР и ВДНХ.